# Distoleon nigricans
Distoleon nigricans är en insektsart som först beskrevs av Hanjiro Okamoto 1905. 
Distoleon nigricans ingår i släktet Distoleon och familjen myrlejonsländor. Inga underarter finns listade i Catalogue of Life.